# Giovanni VI bar Nazuk
Giovanni bar Nazuk (... – Baghdad, 21 luglio 1020) è stato un vescovo cristiano orientale siro, vescovo di Hirta e patriarca della Chiesa d'Oriente tra il 1012 e il 1020.

## Biografia
La sua famiglia proveniva da Shiraz nel Fars e si era trasferita nel nord della Mesopotamia a Ma‘althāyā, nei pressi di Dihok. Monaco nel monastero di Mar Ishoʿyahb nella piana di Ninive, divenne vescovo di Hirta in epoca imprecisata tra il 987 e il 999.
Circa un mese dopo la morte del patriarca Giovanni V bar Isa, fu eletto come suo successore Giovanni bar Nazuk che scelse come suo segretario il prete, teologo e canonista Abu l-Faraj al-Tayyib. Ottenuto il placet del califfo al-Qadir, ricevette la consacrazione patriarcale il 19 novembre 1012.
Durante il patriarcato di Giovanni VI furono rimesse in vigore alcune misure anticristiane, tra cui l'obbligo di portare sui vestiti un segno distintivo. Numerose furono le apostasie e le conversioni all'islam. Secondo lo storico nestoriano Mari ibn Sulayman la causa dei mali della Chiesa assira furono la mancanza di fede e la corruzione dilagante nel clero.
Giovanni VI morì, dopo 8 anni di pontificato, il 21 luglio 1020 e fu sepolto nella chiesa di Nostra Signora (al-Kursi) del quartiere di Dar al-Rum di Baghdad.